# Église Saint-Sava de Paris

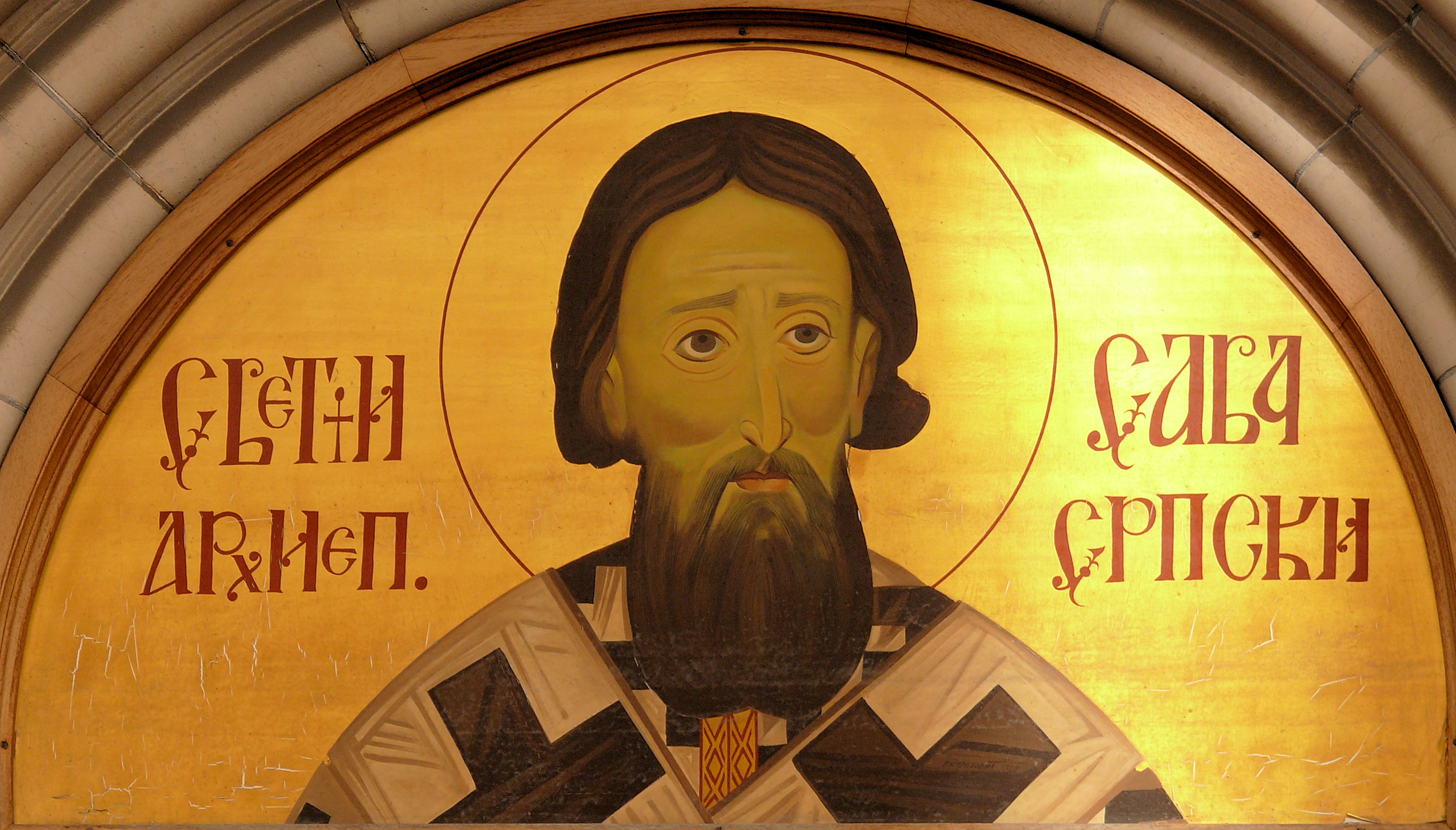
Icône du tympan

L'église Saint-Sava est un édifice religieux située 23, rue du Simplon, dans le 18e arrondissement de Paris. C'est le siège épiscopal de l'éparchie d'Europe occidentale de l'Église orthodoxe serbe, et à ce titre l'église est aussi une cathédrale.

## Historique
L'édifice est construit en 1906 comme annexe du temple protestant des Batignolles. Il est baptisé temple protestant de Montmartre, une paroisse membre de l'Église réformée de France. Un autre lieu de culte protestant existe déjà depuis 1897 dans la rue, l'Église luthérienne Saint-Paul de Montmartre. En 1945, la paroisse devient autonome du temple des Batignolles.
En 1947 est fondée l'association cultuelle loi de 1905 de l'Église orthodoxe serbe à Paris. Elle loue à partir de 1952 l'Église des Saints-Archanges, une chapelle de l'Église orthodoxe roumaine située rue Jean-de-Beauvais dans le 5e arrondissement.
En 1964, elle loue l'ancien temple protestant, rue du Simplon. En 1969, profitant de l'arrivée d'ouvriers yougoslaves en Europe occidentale, après l'ouverture des frontières par le régime communiste du maréchal Tito, l'Église orthodoxe serbe crée le diocèse pour l'Europe occidentale.
Le temple est définitivement acheté en 1984. L'intérieur est réaménagé, les versets de la Bible sur les murs sont repeint. Une iconostase est installée dans la nef. Une icône de saint Sava de Serbie, premier archevêque de l'Église orthodoxe serbe, est placée sur le tympan.